# Знаменка (Ивановский район)
Знаменка (укр. Знам'янка) (до 1930 — Катаржино, до 1961 — Сталино, до 2016 — Червонознаменка), — село Ивановского района Одесской области. Население 4134 человек. Расположено у слияния рек Малый Куяльник и Средний Куяльник.
До 1952 года большинство населения составляли болгары. После 1952 года в село были поселены несколько сотен семей из западных регионов Украины.

## История
1804 —  этот год стал первым, когда в рукописях была упомянута болгарская колония Катаржино. Сюда переезжали болгары из Османской империи. Приобрел землю бригадир, болгарин Илья Филиппович Катаржи, в честь которого была названа колония.